# Phil Lester
Philip Michael "Phil" Lester (30 de janeiro de 1987) é um youtuber britânico nascido em Rawtenstall, Lancashire. Phil é conhecido por ter apresentado um programa de domingo à noite para a BBC Radio 1 com Dan Howell, de janeiro de 2013 até agosto de 2014. Atualmente, Lester trabalha apenas com o Youtube.

## Vida Pessoal
Phil completou uma graduação em Linguagem e Linguística em Inglês e se pós-graduou em Teatro, Filme e Televisão, obtendo um Mestrado de Artes em Pós Produção de Vídeos com uma especialização em Efeitos Visuais na Universidade de York. Em 2019, Phil se assumiu Gay, no vídeo "Coming Out To You". Atualmente vive em Londres, com seu parceiro e também Youtuber, Dan Howell.

## Carreira

### Antes do Youtube
Antes de Phil começar a fazer vídeos para a internet, ele já havia aparecido no cinema e na televisão. Phil apareceu em  O Elo Mais Fraco , um game show velho produzido no Reino Unido de 2000-2012, embora pouco se sabe como Phil entrou em no show, fãs encontraram o episódio e este pode ser assistido na internet.

### YouTube

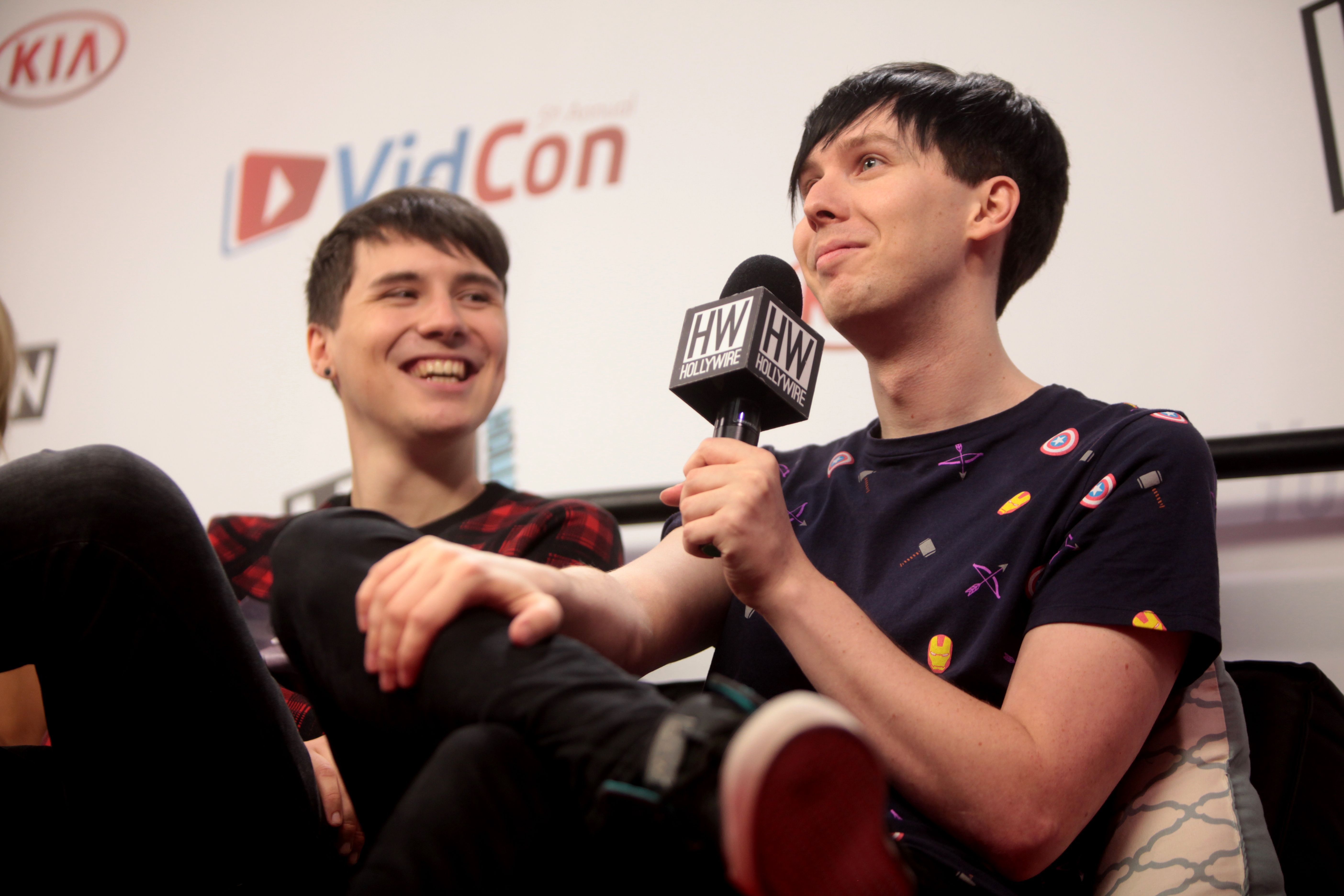
Dan e Phil

Aos 19 anos, no dia 27 de março de 2006, Phil postou seu primeiro vídeo no Youtube intitulado de "Phil's Video Blog"  em seu canal principal "AmazingPhil". Desde então, ele postou mais de 200 vídeos em seu canal, que em julho de 2016 já tem mais de 3,5 milhões de inscritos e 353 milhões de visualizações. Phil também tem um segundo canal, LessAmazingPhil, o qual possuía 1 milhão de inscritos em junho de 2016).
Em 2010, Phil e Dan participaram da transmissão anual "Stickaid", que ajuda a arrecadar dinheiro para a UNICEF. Em 2012, Phil, ao lado de Dan Bryony e Ashens participaram do "Spots vs stripes". O conceito por trás do "Spots vs stripes" foi para celebrar os Jogos Olímpicos de Londres de 2012, as pessoas iriam tentar bater um dos 9 recordes mundiais. Youtubers foram desafiados a fazer algumas dessas tarefas tendo o lado de spots ou stripes. Phil estava na equipe stripes e foi desafiado a quebrar o recorde de arrumar a cama mais rápido ao lado de outro youtuber, porém foi desclassificado e assim perdeu o desafio.
Phil também apareceu com Dan na websérie "Becoming Youtuber", de Benjamin Cook, e foi entrevistado pelo mesmo. Em 12 de setembro de 2014, Phil e Dan postaram o primeiro vídeo no seu canal de jogos, DanAndPhilGAMES. No dia 8 de março de 2015, esse canal atingiu 1 milhão de inscritos. Já tendo mais de 2 milhão de inscritos em junho de 2015.
No dia 1 de abril de 2015, Phil e Dan lançaram um canal baseado em artesanato chamado "DanandPhilCRAFTS", como uma piada de 1 de abril. Esse canal contém apenas um vídeo dele e Dan criando um floco de neve quadrado feito de papel, com uma edição amadora e irônica. Esse canal alcançou mais de 150 mil inscritos e 500 mil visualizações em uma semana. Já tendo 600 mil inscritos e 3 milhões de visualizações atualmente.
Ele é parte do "Fantastic Foursome" com Dan Howell (ou danisnotonfire), Chris Kendall (ou Crabstickz) e PJ Liguori (ou KickthePJ).

### The Super Amazing Project
Phil e Dan criaram um canal colaborativo chamado "Super Amazing Project", no qual o casal discutia e investigava acontecimentos paranormais. Os vídeos incluíam "Acontecimentos Assustadores dos Telespectadores", onde a audiência do canal mandava itens (vídeos, fotos, histórias) assustadoras para a dupla. Em outubro de 2014, foi anunciado que Phil e Dan não fariam mais parte do canal para poderem focar-se no seu programa de rádio. Phil, junto com Dan Howell, anunciaram que o Super Amazing Project continuaria a existir, apresentado por novas pessoas.

### One day in the life of Dan and Phil
One day in the life of Dan and Phil é uma série de vlogs onde Dan e Phil filmam seu dia. O One day in the life of Dan and Phil são filmados ocasionalmente, já que como Phil disse uma vez em um LiveShow que ele não quer vlogar constantemente ja que acha que se tornaria repetitivo para os telespectadores assistir.

### Rádio
A BBC anunciou que no começo de janeiro de 2013, Phil e Dan apresentariam o Request Show para a rádio inglesa BBC Radio 1. Os dois já haviam trabalhado para a Radio 1 antes, fazendo vídeos para o seu canal no Youtube. e apresentando duas transmissões de Natal.
O show era designado a ser uma transmissão audiovisual interativa envolvendo músicas pedidas por telespectadores, desafios físicos realizados ao vivo por Lester e Howell, e pedidos dos ouvintes. O show era transmitido em vídeo, ao vivo no site da BBC Radio 1.Quatro meses após o começo do show, eles ganharam o prêmio Sony Golden Headphones
Em Agosto de 2014, foi anunciado que o último programa de Dan e Phil seria no dia 24 de Agosto, pois o casal iria começar a apresentar um programa nas noites de segunda, com a participação de outros Youtubers populares. Esse show foi anunciado como "The Internet Takeover"; e contava com Phil ao lado de Dan como os apresentadores todas as primeiras segundas-feiras do mês.

### The Amazing Book Is Not On Fire e The Amazing Tour Is Not On Fire
No dia 26 de março de 2015, Phil e Dan anunciaram que eles haviam escrito um livro chamado The Amazing Book Is Not On Fire, que foi lançado dia 8 de Outubro de 2015 e publicado por Random House. Eles também anunciaram uma tour para promover o livro com o nome de The Amazing Tour Is Not On Fire que começou no mesmo dia de lançamento do livro.
O livro ficou no topo da lista General Hardbacks Sunday Times Bestsellers tendo vendido 26,745 cópias no Reino Unido na primeira semana de seu lançamento.  Ele também se tornou a  #1NewYorkTimesBestseller na lista de jovem adulto hardcover.

### Interactive Introverts
Em novembro de 2017, Phil e Dan anunciaram sua segunda turnê, Interactive Introverts, uma turnê mundial agendada para 2018. Tal turnê teve um total de 80 shows em 18 países, sendo assim uma das maiores turnês de Youtubers da história.

### Outras Mídias
Phil apareceu em outros programas de televisão incluindo O Elo Mais Fraco, como um contestante. Além disso, ele fez o papel de Tim no filme Faintheart e apareceu num comercial da Confused.com.
Phil foi entrevistado, com outras personalidades do Youtube, no Channel 4 News em Outubro de 2012, sobre o crescimento da popularidade do Youtube e o reconhecimento de Youtuber como profissão.
Em abril de 2013, Dan e Phil viajaram para Nova York em nome da Fuse, onde entrevistaram Fall Out Boy durante a sua turnê de retorno. Em 2013, Phil e Dan apareceram no Friday Download, um programa de TV ganhador de um prêmio BAFTA.
Em janeiro de 2014, Crossy Road lançou o Ganso Emo, um personagem dublado por Phil. Originalmente Phil surgiu com a ideia do Ganso Emo em um vídeo e logo depois foi abordado por um dos criadores do jogo via Twitter. Mais tarde, foi anunciado que em uma atualização no jogo o Ganso Emo seria adicionado ao lado de mais personagens que seriam acrescentados ao jogo.
Em 2015, Phil teve uma participação especial em Big Hero 6, como o Técnico 2, ao lado de Dan Howell, que fez o Técnico 1.

## Prêmios e nomeações
Em 2011, Phil ganhou um recorde mundial no Guinness por empilhamento de moedas mais rápido, colocando 25 moedas uma em cima da outra em 31.617 segundos.
Em 2013, Phil e Dan ganharam o prêmio Sony Golden Headphones, apresentado pelo Sony Radio Academy Awards, pelo seu programa Dan and Phil na BBC Radio 1.
Em 2014, Phil foi nomeado para o Teen Choice Award junto com Dan Howell na categoria Choice Web Collaboration pelo vídeo "The Photo Booth Challange".